# Bezpeczna (obwód kijowski)
Bezpeczna (ukr. Безпечна) – wieś na Ukrainie, w obwodzie kijowskim, w rejonie białocerkiewskim, w radzie wiejskiej Dułyćke. W 2001 roku liczyła 386 mieszkańców.
Według danych z 2001 roku 98,7% mieszkańców jako język ojczysty wskazało ukraiński, 1,3% – rosyjski.